# Exorista antennalis
Exorista antennalis är en tvåvingeart som beskrevs av Chao 1964. Exorista antennalis ingår i släktet Exorista och familjen parasitflugor. Inga underarter finns listade i Catalogue of Life.